# Sartang
Der Sartang (russisch Сартанг) ist der 620 km lange, rechte bzw. östliche Quellfluss der Jana in Sibirien (Nord-Russland, Asien). 

## Verlauf
Der Fluss entsteht im Werchojansker Gebirge. Nahe seinem Quellgebiet ragen die Berge bis 2.295 m hoch auf. Von seiner Quelle fließt der Sartang in nördlicher Richtung nach Barylas, um sich weiter nördlich zwischen Werchojansker Gebirge im Westen und Tscherskigebirge im Osten nur etwas oberhalb von Werchojansk mit dem Dulgalach zur Jana zu vereinigen.
Die Landschaft am Sartang wird von borealen Nadelwäldern (Taiga) beherrscht. 